# Смерть у Венеції (фільм)
«Смерть у Венеції» (італ. Morte а Venezia) — історичний драматичний кінофільм 1971 року, знятий та спродюсований італійським режисером Лукіно Вісконті, адаптований Вісконті та Ніколою Бадалукко за однойменною новелою 1912 року німецького письменника Томаса Манна. Головні ролі зіграли Дірк Богард (Густав фон Ашенбах) та Бйорн Андресен (Тадзіо), акторами другого плану стали Марк Бернс, Маріса Беренсон та Сільвана Мангано. Фільм знятий у техніці техніколор Паскуаліно де Сантісом, у якості музичного супроводу використані твори класичних композиторів Густава Малера, Людвіга ван Бетховена та Модеста Мусоргського. Стрічка є другою частиною тематичної «Німецької трилогії» Вісконті, якій передує «Загибель богів» (1969), а за нею — «Людвіг» (1973).
Прем'єра відбулася у Лондоні 1 березня 1971 року, була представлена у програмі Каннського кінофестивалю. Стрічка отримала позитивні відгуки від критиків та низку нагород, у тому числі BAFTA за найкращу операторську роботу, найкращу роботу художника-постановника, найкращий дизайн костюмів та найкращий звук; серед номінацій — найкращий фільм, найкраща режисура та найкраща чоловіча роль (Дірк Богард). Вісконті став лауреатом премії Давид ді Донателло за найкращу режисуру.
Фільм «Смерть у Венеції» 2012 року посів 235 місце серед найкращих фільмів усіх часів за опитуванням критиків Sight & Sound. 2010-го «The Guardian» назвала фільм 14-м найкращим художнім фільмом усіх часів. А 2016-го його було визнано 27-м найкращим ЛГБТ-фільмом усіх часів за опитуванням Британського інституту кінематографії.

## Сюжет
Композитор Густав фон Ашенбах, намагаючись втекти від творчих мук і побутових невдач, приїжджає навесні 1911 року на курорт Лідо поблизу Венеції. Однак і тут Ашенбаху не судилося знайти душевний спокій — одного разу на пляжі він зустрічає дивовижно красивого хлопчика Тадзіо, чия юність і привабливість зачаровують композитора з першого погляду. Юнак стає для Ашенбаха символом всього того, чого так не вистачає йому самому. Густав не може собі заборонити милуватися Тадзіо, але в той же час усвідомлює неможливість їхнього союзу. Почуття безвиході та приреченості посилюється смертельною хворобою Ашенбаха, та усе ж таки він вирішує провести свої останні хвилини, милуючись красою Тадзіо, згадуючи найважливіші моменти свого життя і переоцінюючи їх наново.
Фільм порушує тему життя і смерті, а також одностатевого кохання.

## В ролях
| Актор            | Роль               |
| ---------------- | ------------------ |
| Дірк Богард      | Густав фон Ашенбах |
| Бйорн Андресен   | Тадзіо             |
| Марк Бернс       | Альфред            |
| Маріса Беренсон  | пані фон Ашенбах   |
| Сільвана Мангано | мати Тадзіо        |
| Ромоло Валлі     | менеджер готелю    |
| Нора Риччі       | покоївка           |
| Кароль Андре     | Есмеральда         |
| Франко Фабріці   | перукар            |

## Реакція
Фільм високо оцінений критиками і публікою. Так, на сайті «Rotten Tomatoes» він отримав 73 відсотки «свіжого» рейтингу критиків і 70-процентний рейтинг аудиторії.

## Факти
- Вісконті здійснив для фільму істотну переробку структури однойменного оповідання Томаса Манна, змінивши професію головного героя з письменника на композитора.
- У фільмі використано музику з Симфонії № 3 і Симфонії № 5 симфоній Густава Малера і колискова Мусоргського на слова А. Островського «Спи, засни, селянський син» у виконанні Маші Предіт.

## Нагороди
Картина була удостоєна ювілейної премії «з нагоди 25-річної річниці Каннського фестивалю», але головний приз «Золота пальмова гілка» все-таки дістався фільму британського режисера Джозефа Лоузі «Посередник». Деякі учасники церемонії нагородження визнали це образливим для Лукіно Вісконті.
Стрічка отримала наступні нагороди:
- 1971 — Каннський кінофестиваль
  - Приз на честь 25-ї річниці — Лукіно Вісконті
- 1971 — Премія «Давид ді Донателло»
  - Найкращий режисер — Лукіно Вісконті
- 1972 — Премія BAFTA
  - Найкраща робота художника — Фердінандо Скарфіотті
  - Найкраща операторська робота — Паскуаліно де Сантіс
  - Найкращі костюми — П'єро Тозі
  - Найкращий саундтрек — Вітторіо Трентіно, Джузеппе Мураторі
- 1972 — Приз Французького синдикату кінокритиків за найкращий іноземний фільм
  - Найкращий іноземний фільм

### Номінації
- 1971 — Каннський кінофестиваль
  - «Золота пальмова гілка» — Лукіно Вісконті
- 1972 — Премія «Оскар»
  - Найкращі костюми — П'єро Тозі
- 1972 — Премія BAFTA
  - Найкращий актор — Дірк Богард
  - Найкраща режисура — Лукіно Вісконті
  - Найкращий фільм

У березні 2016 року фільм увійшов до рейтингу 30-ти найвидатніших ЛГБТ-фільмів усіх часів, складеному Британським кіноінститутом (BFI) за результатами опитування понад 100 кіноекспертів, проведеного до 30-річного ювілею Лондонського ЛГБТ-кінофестивалю BFI Flare.